# Naser ad-Din Szah Kadżar
Naser ad-Din Szah Kadżar (pers.: ناصرالدین شاه قاجار) (ur. 16 lipca 1831, zm. 1 maja 1896) – szach Iranu z dynastii Kadżarów, panujący od 17 września 1848 roku aż do śmierci w wyniku zamachu.
Jego ojcem był Mohammad Szah Kadżar (1834–1848). Naser ad-Din był trzecim po Szapurze II z dynastii Sasanidów i Tahmaspie I z dynastii Safawidów najdłużej panującym monarchą w historii Iranu. Był również pierwszym perskim monarchą, który napisał i opublikował swoje pamiętniki.
Jego prawnuczką jest Marjane Satrapi.